# Caldcluvia rosifolia
Caldcluvia rosifolia là một loài thực vật có hoa trong họ Cunoniaceae. Loài này được (A.Cunn.) Hoogland mô tả khoa học đầu tiên năm 1979.